# HCP 123N
HCP 123N (nazywany również hipolit od imienia Hipolita Cegielskiego – założyciela zakładów H. Cegielski – Poznań) – wysokopodłogowy jednoczłonowy tramwaj produkowany przez H. Cegielski – Fabryka Pojazdów Szynowych w Poznaniu. W latach 2006–2007 zbudowano i dostarczono 30 pojazdów tego typu dla Warszawy.

## Historia

### Geneza
Począwszy od 2000 Tramwaje Warszawskie kilkukrotnie ogłaszały przetargi na dostawę tramwajów niskopodłogowych, ale żaden z nich nie został rozstrzygnięty. W 2004 przewoźnik, nie mogąc pozyskać taboru niskopodłogowego, podjął decyzję o zakupie 30 wagonów jednoczłonowych, które technicznie i gabarytowo byłyby zbliżone do posiadanych już pojazdów Konstal 105N2k/2000. Przyczyną zakupu tramwajów z wysoką podłogą była również potrzeba szybkiej wymiany niewielkim kosztem partii wagonów Konstal 13N.

### Przetargi
Pierwsze dwa przetargi, ogłoszone w lipcu i listopadzie 2004, zostały unieważnione. Trzeci konkurs ogłoszono 16 grudnia 2004, a nadesłane nań oferty otwarto miesiąc później. 27 stycznia 2005 przetarg został rozstrzygnięty na korzyść poznańskich zakładów HCP-FPS, jednak ze względu na odwołania Pesy i MPK-Łódź umowa została podpisana dopiero w lipcu 2005.

### Produkcja, testy i dostawy
W 2006 firma EC Engineering wykonała kompleksowy projekt tramwaju typu 123N.
Pierwotnie zakładano, że prototyp nowego pojazdu zostanie uruchomiony na przełomie marca i kwietnia 2006, jednak ze względu na opóźnienie datę pierwszych testów przeniesiono na wrzesień 2006. Ten termin również nie został dotrzymany, gdyż wymagane było wykonanie poprawek w gotowym już wagonie.
31 października 2006 zakłady HCP-FPS ostatecznie opuścił pierwszy hipolit, który tego samego dnia rozpoczął testy na terenie zajezdni Forteczna w Poznaniu. W nocy z 14 na 15 listopada 2006 wagon wyjechał na pierwszą jazdę próbną po ulicach Poznania.
Do końca 2006 powstały łącznie 3 sztuki, a pozostałych 27 wagonów wyprodukowano w 2007.
Dostawy miały rozpocząć się jeszcze w 2006, jednak w wyniku problemów technicznych i formalnych pierwsze pojazdy dotarły do Warszawy z pięciomiesięcznym opóźnieniem. Wszystkie wagony dostarczono w okresie od stycznia do października 2007.

## Konstrukcja

### Nadwozie
Pudło wagonu jest konstrukcją otwartą wykonaną ze stali nierdzewnej. Czoło wykonano z kształtek z tworzyw sztucznych, a na szkielecie czoła zabudowano zderzaki pochłaniające energię. Wszystkie szyby są wklejane, zastosowano panoramiczną szybę czołową.
Wagony są wyposażone w trzy pary drzwi odskokowo-uchylnych. Jedno ze skrzydeł jest dostępne wyłącznie dla motorniczego i prowadzi do jego kabiny. 
W przedniej i tylnej szybie wagonu zamontowano świetlne tablice kierunkowe.

### Wnętrze
We wnętrzu zastosowano wyłożenia poliestrowe.
W przestrzeni pasażerskiej znajduje się 20 miejsc siedzących wyłożonych miękką tkaniną i wykonanych jako wandaloodporne oraz ustawionych przodem do kierunku jazdy. Przy środkowych drzwiach zostawiono wolną przestrzeń dla pasażerów.
Wentylacja przedziału pasażerskiego odbywa się poprzez cztery klapy dachowe oraz przesuwne okienka w szybach bocznych. Oświetlenie stanowią świetlówki ułożone w kasetonach tworzących dwie linie przebiegające wzdłuż sufitu wagonu. Ogrzewanie zapewnia 5 agregatów grzewczych umieszczonych pod fotelami.
Na system informacji pasażerskiej składają się głośniki emitujące zapowiedzi następnych przystanków oraz duże i małe wyświetlacze wewnętrzne prezentujące m.in. następne przystanki i możliwe przesiadki.
Wszystkie wagony 123N wyposażono w kabinę motorniczego, dzięki czemu mogą one być eksploatowane zarówno w składach, jak i pojedynczo. W kabinie zainstalowano pulpit oraz klimatyzator podobne do tych zastosowanych w wagonach Konstal 105N2k/2000.

### Wózki
Wagon typu 123N jest oparty na dwóch dwuosiowych wózkach napędnych typu 14NN. Sztywna rama wózka ma postać litery H z dwoma poprzeczkami, do których podwieszono po jednym silniku i przekładni. Na środku wózka znajduje się belka bujakowa oparta na sprężynach, a na osiach zamontowano maźnice. Wózki posiadają po dwa hamulce szynowe i dwa luzowniki, ale nie zostały wyposażone w układ smarowania obrzeży kół. Pierwsze dostarczone wagony nie otrzymały również piasecznic, w które pojazdy doposażył zamawiający. W kolejnych egzemplarzach urządzenia te zostały zamontowane fabrycznie.
Rozstaw osi w wózku wynosi 1900 mm, natomiast rozstaw czopów skrętu 6000 mm. Średnica koła nowego i zużytego to odpowiednio 654 mm i 605 mm.

### Układ napędowy
Hipolity są zasilane prądem stałym pobieranym z napowietrznej sieci trakcyjnej za pomocą umieszczonego na dachu pantografu typu OTK2. Napęd zapewniają 4 silniki prądu stałego typu LTd-220 o mocy 41,5 kW każdy. Zastosowano rozruch impulsowy oparty na tyrystorach GTO.
Obwody pomocnicze są zasilane z przetwornicy statycznej umieszczonej w komorze w środkowej części pojazdu.

## Eksploatacja
| Państwo | Miasto   | Przewoźnik           | Liczba wagonów | Numery boczne | Lata dostaw | Źródła |
| ------- | -------- | -------------------- | -------------- | ------------- | ----------- | ------ |
| Polska  | Warszawa | Tramwaje Warszawskie | 30             | 2136 ÷ 2165   | 2007        | [ 1 ]  |

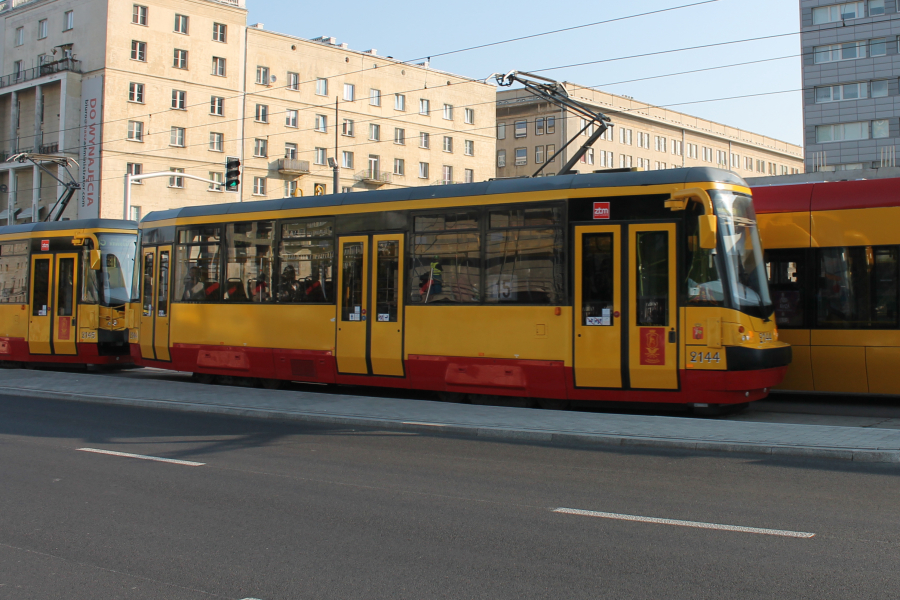
Hipolit w nowych barwach na ul. Marszałkowskiej w Warszawie

13 stycznia 2007 do Warszawy dotarły dwa pierwsze wagony typu 123N. Otrzymały one numery boczne 2136 i 2137 oraz zostały przydzielone do zajezdni R-1 Wola. Przez kilka kolejnych dni pojazdy były przygotowywane do pierwszej jazdy próbnej, która miała miejsce 18 stycznia 2007. Tramwaje opuściły zajezdnię jako pojedyncze wagony, po czym zostały połączone w skład dwuwagonowy na placu Narutowicza. 23 stycznia 2007, po pomyślnie zakończonych jazdach w trakcji pojedynczej i ukrotnionej, wagony zostały wpisane na stan, a dzień później pierwszy dwuwagonowy skład zadebiutował na linii 24.
Pozostałe wagony otrzymały kolejne numery do 2165, również zostały połączone w pary i przydzielone do zajezdni Wola. Do momentu zakończenia dostaw w październiku 2007 dwuwagonowe składy wyjeżdżały na wszystkie linie obsługiwane przez zajezdnię macierzystą. Przez kolejne cztery lata, ze względu na wymogi unijne, pojazdy były sztywno przypisane do zmodernizowanej trasy biegnącej Alejami Jerozolimskimi oraz do linii 9 i 25. W 2011 sytuacja zaczęła się zmieniać i wagony typu 123N ponownie zaczęły obsługiwać inne linie.